# الدیلپازو
الدیلپازو (به اسپانیایی: Aldealpozo) یک شهرستان در اسپانیا است که در سریا واقع شده‌است.